# Cimetière de l'église Saint-Géry de Raimbeaucourt
Le cimetière de l'église Saint-Géry de Raimbeaucourt est un cimetière situé dans le centre du village de Raimbeaucourt, dans le Nord, en France, autour de l'église Saint-Géry.

## Description
Il existe une tombe du Commonwealth, celle du private L. K. Digby du Norfolk Regiment (en), mort le 18 octobre 1918 à l'âge de 34 ans. On y trouve également les tombes d'anciens maires.

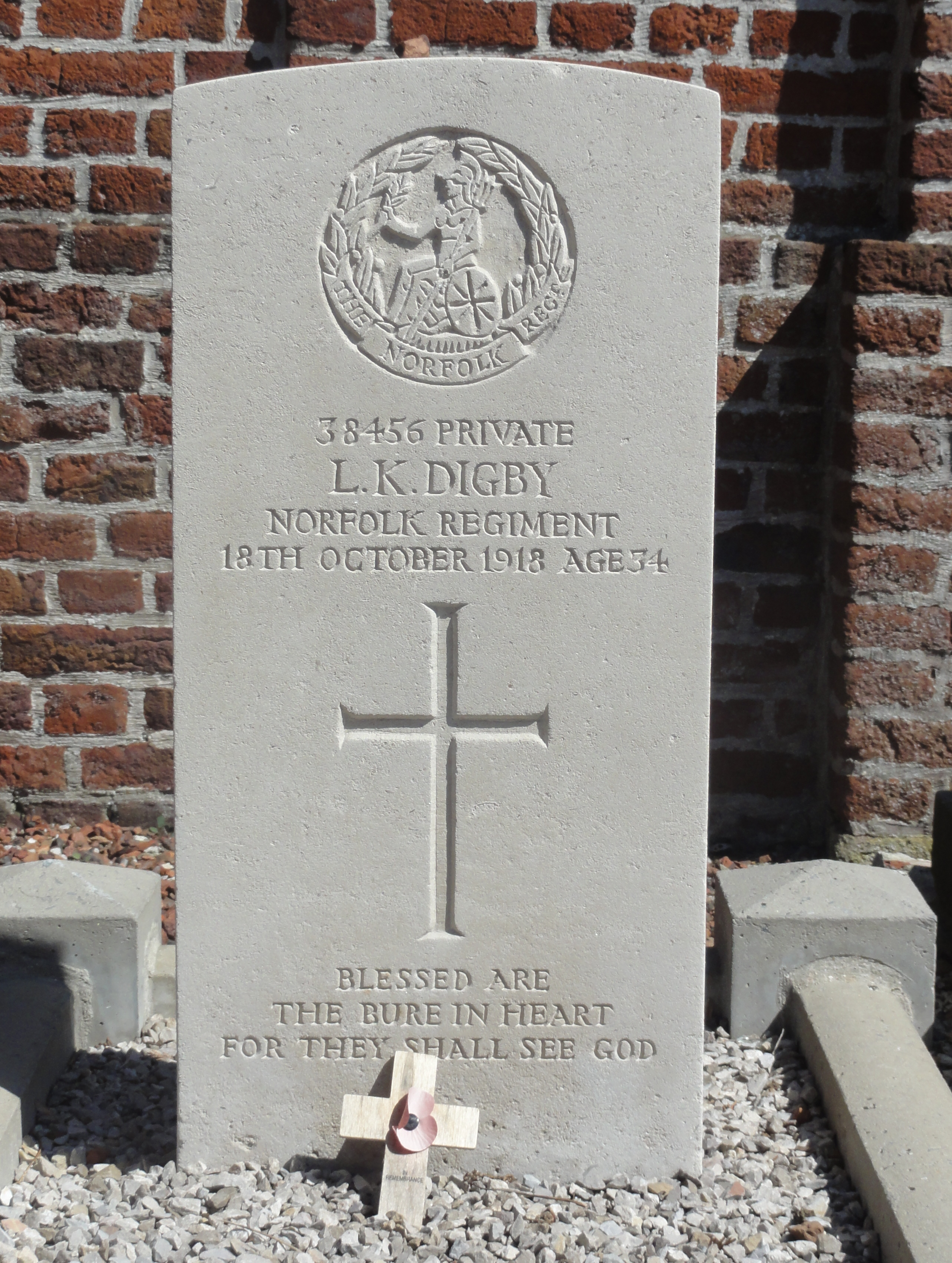
Tombe du Commonwealth.